# Mr. Bean: Animované příběhy
Mr. Bean: Animované příběhy (v anglickém originále Mr. Bean nebo Mr. Bean: The Animated Series) je britský animovaný komediální televizní seriál pojednávající o Mr. Beanovi. V letech 2002–2004 byl premiérově uváděn na stanici ITV, od roku 2004 ho vysílá stanice CITV.
Animovaný seriál staví na komických situacích a osobách známých i z filmového a seriálového zpracování Mr. Beana (objevuje se zde oblíbený medvídek Teddy, kamarádka Irma, zelený vůz Mini, avšak i postavy nové, například Beanova domácí paní Wicketová, stará paní chovající kočku Scrappera), titulní postavu namluvil Rowan Atkinson.